# Мойта (Сабугал)
Мойта (порт. Moita) — район (фрегезия) в Португалии, входит в округ Гуарда. Является составной частью муниципалитета Сабугал. По старому административному делению входил в провинцию Бейра-Алта. Входит в экономико-статистический субрегион Бейра-Интериор-Норте, который входит в Центральный регион. Население составляет 173 человека на 2001 год. Занимает площадь 6,75 км².
Покровителем района считается Апостол Пётр (порт. São Pedro).